# Entyloma thirumalacharii
Entyloma thirumalacharii är en svampart som beskrevs av Pavgi & R.A. Singh 1967. Entyloma thirumalacharii ingår i släktet Entyloma och familjen Entylomataceae.   Inga underarter finns listade i Catalogue of Life.